# 壁宿增四
飛馬座79，又名BD+28 4649，HD 223461、SAO 91522、HR 9025，是飛馬座的一颗恒星，视星等为5.97，位于銀經106.95，銀緯-32.1，其B1900.0坐标为赤經23h 44m 35.6s，赤緯+28° -32.1′ 9″。